# منطقة القاعدة الثورية
منطقة القاعدة الثورية في صياغة ماو تسي تونغ الأصلية لمفهوم الحرب الشعبية، فإن منطقة القاعدة الثورية هي معقل محلي يجب أن تحاول القوة الثورية التي تدير الحرب الشعبية تأسيسه، بدءًا من منطقة نائية بها تضاريس جبلية أو غابات. التضاريس التي يكون فيها العدو ضعيفًا.
يساعد هذا النوع من القاعدة القوة الموصلة الثورية على استغلال المزايا القليلة التي تتمتع بها حركة ثورية صغيرة، ويمكن أن يكون الدعم الشعبي الواسع أحدها ضد سلطة دولة بجيش كبير ومجهز تجهيزًا جيدًا.